# La Vierge d'humilité adorée par un prince de la Maison d'Este
La Vierge d'humilité adorée par un prince de la Maison d'Este est un tableau de Iacopo Bellini, peint vers 1440.

## Description
Le donateur agenouillé au pied de cette Vierge d'humilité assise à même le sol a longtemps été identifié avec Leonello d'Este, marquis de Ferrare de 1441 à 1450 — dont Iacopo Bellini a peint le portrait en 1441 (aujourd'hui perdu) — mais, selon une proposition récente, il pourrait s'agir, pour des raisons physionomiques, d'un de ses frères, Ugo ou Meliaduse.
Sur l'auréole de la Vierge, les mots suivants apparaissent deux fois : Ave Mater regina mundi (Salut à toi, Mère, reine du monde). Le traitement minutieux du paysage, plongé dans la pénombre, la facture raffinée et en particulier l'utilisation de minuscules touches d'or pour souligner les accents lumineux, ne sont pas sans évoquer l'art de Gentile da Fabriano, auprès de qui Iacopo semble s'être formé à Venise.
Le tableau a fait l'objet d'une importante restauration en 2017-2018.